# Pas de barca de Kronsnest
El Pas de barca de Kronsnest és una travessa al riu Krückau amb un transbordador de fusta històric, el Hol Över, reconstruït. Connecta el poble de Neuendorf al districte de Steenborg amb Seester al districte de Pinneberg de l'estat de Slesvig-Holstein.
El primer esment escrit data del 1576 però com es troba a una antiga ruta comercial el pas de barca és certament molt més vell. Servia per transbordar persones, bestiar i mercaderies. Des de la ciutat d'Elmshorn, deu quilòmetres terra endins no hi havia i no hi ha cap pont fix al Krückau i als lloc estratègics petits bacs escurçaven el camí. El privilegi –i el deure– era atorgat a l'habitant de la casa al dic al lloc dit de Kronsnest.

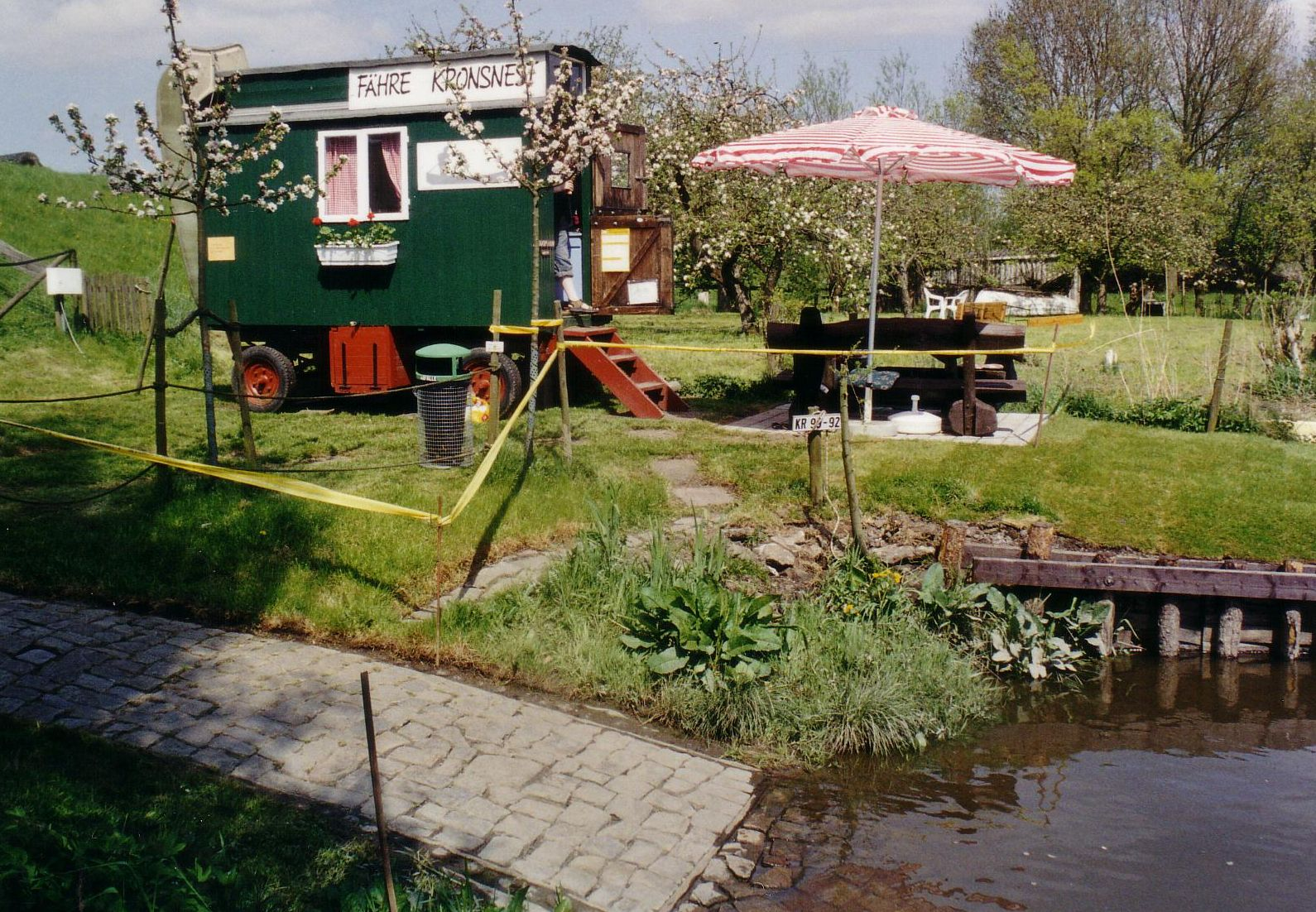
El despatx del raier

El 1968 va inaugurar-se quatre quilòmetres més avall la resclosa anti-marejada a la desembocadura del Krückau a Seestermühe, amb un pont mòbil passable per a vianants lents a certes hores del dia, amb un horari molt complicat. Com molts altres petits bacs, el de Kronsnest va ser suprimit. Una marrada d'una vintena de kilòmetres en cotxe o camió era més ràpida que a l'època del transport a peu o amb cavall i els turistes podien utilitzar el pont mòbil damunt la nova resclosa, malgrat l'horari reduït del seu funcionament.

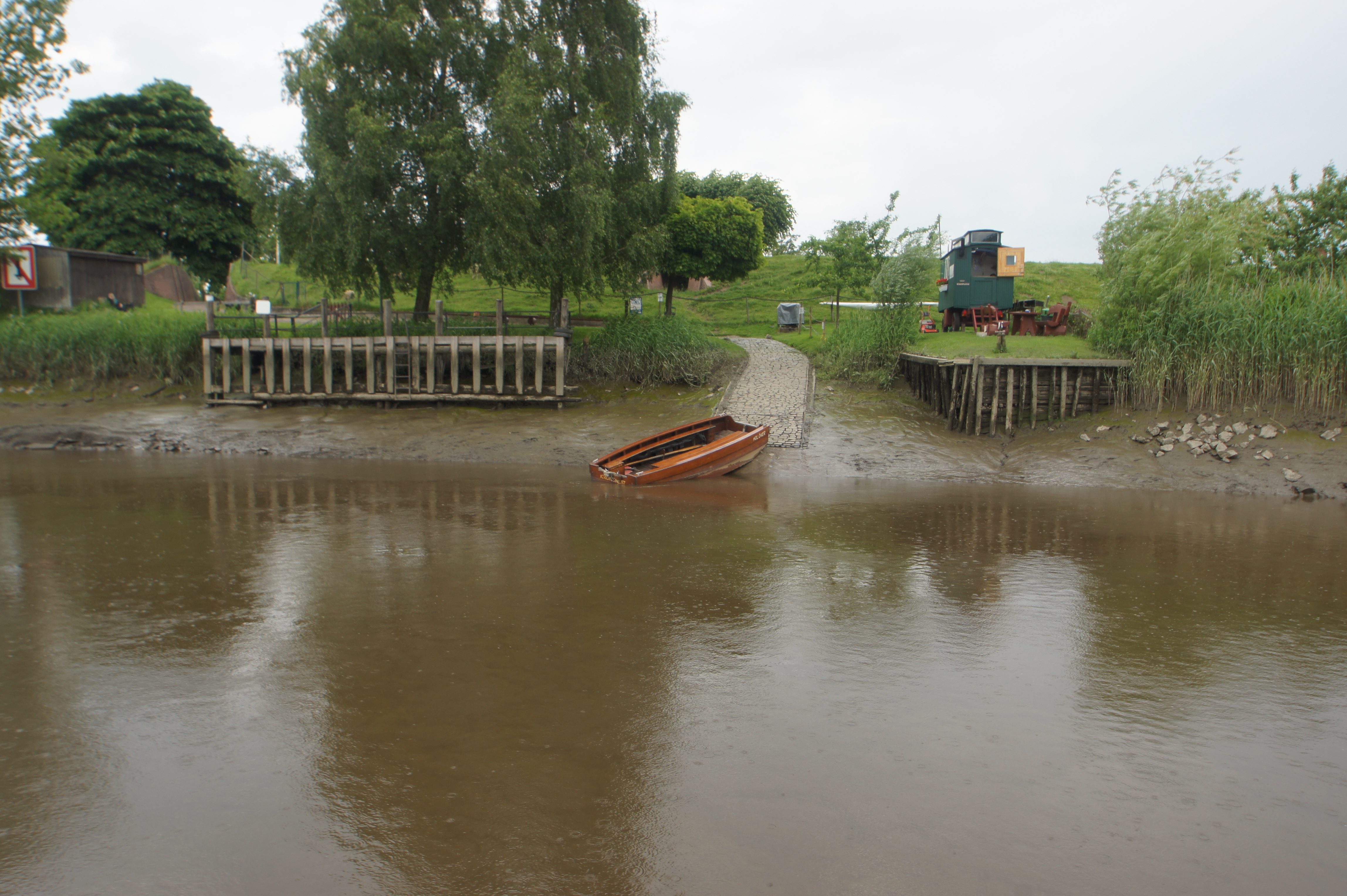
El Hol Över al Krückau a marea baixa

L'1 de juny de 1992 unes persones van decidir tornar a construir un bac de fusta de roure segons el model històric tot i adaptar-lo als reglaments sobre la seguretat moderna. El transbordador va ser construït a la drassana Hatecke a Freiburg d'Elba i va ser batejat el 10 d'abril de 1993 amb el nom Hol över (baix alemany per a passa'm). El servei regular va començar l'1 de maig del 1993, i des d'aleshores funciona els caps de setmana. El darrere capità en servei públic, Drewes Tiedemann, va ensenyar als capitans voluntaris nous però certificats, la tècnica del cinglar, un mètode manual de propulsar barques que ressembla molt al que es fa a les góndoles de Venècia. De 1993 a 2009 130.000 persones van pagar el peatge pel passatge, en preferir-lo al pont d'Elmshorn o la resclosa de Seestermühe. En mitjana uns 7.200 persones l'utilitzen cada any. És considerat com el transbordador més petit d'Alemanya.

## Horari
De l'1 de maig al 3 d'octubre (Dia de la unitat alemanya) als caps de setmana i dies festius, de 9 a 13 i de 14 a 18 hores.